# Storsylen
Storsylen - conhecida vulgarmente como Sylan - é a montanha mais alta da Serra de Sylarna, na fronteira da Noruega com a Suécia, localizada na província histórica sueca da Jämtland e no condado norueguês de Sør-Trøndelag. O seu ponto mais elevado na Noruega tem 1 762 metros, e na Suécia 1 743 metros. Está localizada a cerca de 30 km da localidade de Storlien, e a cerca de 15 km da estação de montanha de Storulvån (Storulvåns fjällstation).